# Horacio Romero
Horacio "Tanque" Romero (Argentina, 17 de febrero de 1934) es un exfutbolista argentino que jugaba como delantero y también fue entrenador.

## Trayectoria
Horacio Romero llegó al Everest del Ecuador en 1956 hasta su retiro en 1974, en donde hizo dupla con Alberto Spencer. Jugó a préstamo en el Aucas en 1959 y en el Deportivo Quito en el 1960.  Reforzó a Barcelona en la Copa Libertadores 1961.

## Clubes
| Club            | País      | Periodo   |
| --------------- | --------- | --------- |
| Tigre           | Argentina | 1955      |
| Everest         | Ecuador   | 1956-1974 |
| Aucas           | Ecuador   | 1959      |
| Deportivo Quito | Ecuador   | 1960      |

## Palmarés
| Título                              | Club    | País    | Edición                                   |
| ----------------------------------- | ------- | ------- | ----------------------------------------- |
| Campeonato Profesional de Pichincha | Aucas   | Ecuador | Campeonato Profesional de Pichincha 1959  |
| Campeonato de Guayaquil             | Everest | Ecuador | Campeonato Profesional del Guayaquil 1960 |
| Serie A de Ecuador                  | Everest | Ecuador | Campeonato Ecuatoriano de Fútbol 1962     |

- Datos: Q16575882